# ウィルソン株
ウィルソン株（ウィルソンかぶ）とは、屋久島にある屋久杉の切り株である。豊臣秀吉の命令により京都の方広寺大仏殿（京の大仏）造営の為に 切られたとされる（一説には大坂城造営のためとも）。1587年の秀吉の九州制圧後、秀吉が島津義弘に命じて屋久島の木材の伐採を行ったとされており 、1590年頃に小豆島の大型船11隻が、京都方広寺大仏殿造営のための屋久杉材を大坂へ運んだとされるが、そのうちの1本と思われる。胸高周囲13.8m。
ハーバード大学樹木園のための収集に日本を訪れたイギリス人の植物学者アーネスト・ヘンリー・ウィルソン (Ernest Henry Wilson) 博士により調査され、ソメイヨシノなど多くの桜などの収集とともに1914年に西洋文化圏に紹介され、後年この株の名前の由来となった。縄文杉発見（1966年）の52年前の調査である。
株の中には清水が湧き出ており、内部に祠がある。またこの杉は枝が多く、使い物にならなかった先端部分は、下の沢に放置され、今でも残っている。
周囲は立ち入り禁止区域になっているが、内部には入ることができる。
また博士は1916年に｢The Cherries of Japan｣や｢The Conifers and Taxads of Japan｣の本を執筆し出版され、日本の桜、針葉樹やイチイ科も紹介している。